# Finlândia na Universíada de Verão de 2021
A Finlândia participou da Universíada de Verão de 2021, que aconteceu em Chengdu, na China, entre 28 de julho e 8 de agosto de 2023.
Foram 75 atletas — 38 masculinos e 37 femininos — em 11 modalidades olímpicas.

## Competidores
Estas foram as modalidades e atletas que disputaram a edição:
| Esporte             | Masculino | Feminino | Total |
| ------------------- | --------- | -------- | ----- |
| Atletismo           | 6         | 7        | 13    |
| Basquetebol         | 12        | 12       | 24    |
| Esgrima             | 4         | 4        | 8     |
| Ginástica artística | 5         | 5        | 10    |
| Ginástica rítmica   | 0         | 2        | 2     |
| Judo                | 1         | 2        | 3     |
| Natação             | 2         | 2        | 4     |
| Saltos ornamentais  | 1         | 0        | 1     |
| Taekwondo           | 2         | 1        | 3     |
| Tiro                | 3         | 2        | 5     |
| Tiro com arco       | 2         | 0        | 2     |
| Total               | 38        | 37       | 75    |

## Medalhas

### Medalhistas
Estes foram os medalhistas desta edição:
| Medalha                                                                                  | Esporte                                                                                | Atleta | Prova                           |
| ---------------------------------------------------------------------------------------- | -------------------------------------------------------------------------------------- | --- | ------------------------------- |
| Ouro                                                                                     | Atletismo                                                                              | Urho Kujanpää | Masculino – Salto com vara      |
| Bronze                                                                                   | Atletismo                                                                              | Topias Laine | Masculino – Lançamento de dardo |
| Bronze                                                                                   | Atletismo                                                                              | Venla Pulkkanen | Feminino – Salto em altura      |
| Bronze                                                                                   | Basquetebol                                                                            | \| Ebba Pekonen Sara Bejedi Veera Pirttinen Elina Koskimies Roosa Lehtoranta Lotta Lahtinen \| Lotta Vehka-Aho Roosa Kosonen Teresa Seppälä Helmi Tulonen Janette Aarnio Saana Kujala \| | Feminino                        |
| Ebba Pekonen Sara Bejedi Veera Pirttinen Elina Koskimies Roosa Lehtoranta Lotta Lahtinen | Lotta Vehka-Aho Roosa Kosonen Teresa Seppälä Helmi Tulonen Janette Aarnio Saana Kujala | |                                 |

### Por modalidade
Estas foram as medalhas por modalidade nesta edição:
| Esporte     | Medalha de ouro | Medalha de prata | Medalha de bronze | Total de medalhas |
| ----------- | --------------- | ---------------- | ----------------- | ----------------- |
| Atletismo   | 1               | 0                | 2                 | 3                 |
| Basquetebol | 0               | 0                | 1                 | 1                 |
| Total       | 1               | 0                | 3                 | 4                 |